# 克尼亞日米斯特
49°47′23″N 23°24′40″E / 49.78972°N 23.41111°E
克尼亞日米斯特（烏克蘭語：Княжий Міст），是烏克蘭西部的村莊，隸屬利維夫州的亞沃里夫區。該村始建於1940年，面積0.6平方公里，海拔高度237米，2001年人口663，人口密度每平方公里1,105人。